# 尼波斯
朱利烏斯·尼波斯（Julius Nepos；約430年—480年5月9日），西罗马帝国事實上的末代皇帝，474—480年期間在位。

## 生平
尼波斯于474年被东部的皇帝芝诺立为西罗马的皇帝，并且进占了意大利，逼迫剛被擁立為西羅馬皇帝的格利凯里乌斯退位，之後他试图维护西罗马帝国在意大利和南部高卢的统治。但是在第二年（475年），潘諾尼亞出身的罗马军队统帅欧瑞斯特攻占了拉文纳，尼波斯逃往达尔马提亚。欧瑞斯特立自己的儿子罗慕路斯·奥古斯都为新的罗马皇帝。但是尼波斯的帝位仍然得到东罗马帝国以及高卢地区的承认。
476年日耳曼裔的將領奥多亚塞占领意大利，杀死欧瑞斯特，并废黜了罗慕路斯·奥古斯都。然而，奥多亚塞仍然承认尼波斯为西罗马皇帝，甚至在发行的货币上仍然使用尼波斯的名字。尼波斯曾试图恢复自己在意大利的统治。480年，他被自己的將領奧維達和維托所杀，被認為有可能是被前任皇帝格利凯里乌斯慫恿。

## 備註
1. ↑  由于尼波斯於475年即已逃离意大利半島，故西方傳統史學多奉罗慕路斯·奥古斯都為末代皇帝，并視後者於476年的退位为帝国终结，而非尼波斯被杀的480年。

## 外部連結
- Ralph W. Mathisen, "Julius Nepos (19/24 June 474 – [28 August 475 – 25 April/9 May/22 June 480)"（页面存档备份，存于） （英文）

| 尼波斯 出生于：約430年逝世於：480年 | 尼波斯 出生于：約430年逝世於：480年 | 尼波斯 出生于：約430年逝世於：480年                         |
| 統治者頭銜                          | 統治者頭銜                          | 統治者頭銜                                                  |
| ----------------------------------- | ----------------------------------- | ----------------------------------------------------------- |
| 前任者： 格利凯里乌斯               | 羅馬帝國皇帝 474年－480年           | 空缺罗马帝国西部统治的终结 职务废除，芝諾成為唯一的羅馬皇帝 |